# Finanzrisiko
Als Finanzrisiken werden die Risiken eines Wirtschaftssubjekts bezeichnet, die ihren Ursprung im Finanzbereich haben und sich unmittelbar auf die Gewinn- und Verlustrechnung auswirken. Finanzrisiken werden insbesondere von Kreditinstituten übernommen, weil finanzielle Transaktionen ein bankbetriebliches Kerngeschäft darstellen.

## Allgemeines
Zu den Wirtschaftssubjekten gehören Privathaushalte, Unternehmen und der Staat. Bei allen können Finanzrisiken auftreten, die ihre finanzielle Stabilität gefährden können. Privathaushalte können im Rahmen der vorhandenen finanziellen Allgemeinbildung durch eine private Finanzplanung mögliche Finanzrisiken erkennen und ausschalten. Im Unternehmen gehören die Finanzrisiken zu den speziellen Unternehmerrisiken, weil sie sich direkt aus dem betrieblichen Produktionsprozess ergeben, aber auch aus nicht betriebstypischen Risiken resultieren können. Finanzrisiken bilden dort einen Teil der wirtschaftlichen Risiken, die aus der unternehmerischen Tätigkeit entstehen können. Ihre genaue Einordnung als Risikoart ergibt sich aus dem Artikel über den Risikobericht. Dem Finanzrisiko kann – wie bei allen betrieblichen Risiken – durch ein geeignetes Risikomanagement begegnet werden.
Für Ratingagenturen gibt es in Unternehmen zwei Risikosphären, nämlich das Geschäfts- und das Finanzrisiko. Letzteres setzt sich zusammen aus Finanzpolitik, Rentabilität, Kapitalstruktur, Cashflow-Generierung und Finanzflexibilität.

## Arten
Finanzrisiken sind allgemein das
- Marktpreisrisiko: Das Risiko finanzieller Verluste auf Grund der eingetretenen Änderung von Marktpreisen wie Zinsen oder Wechselkursen. Das Marktrisiko bezieht sich auf die Kursrisiken von Preisschwankungen auf den Beschaffungs- und Absatzmärkten auch von Nichtbanken.
- Adressausfallrisiko (Kreditrisiko): Das Risiko finanzieller Verluste durch den Ausfall (Insolvenz) eines Kreditnehmers oder Debitors.
- Liquiditätsrisiko:
  - Das Risiko, Geschäfte wegen nicht ausreichender Marktliquidität nur zu ungünstigen Bedingungen oder gar nicht abschließen zu können und dadurch Verluste zu erleiden (Marktliquiditätsrisiko).
  - Das Risiko, benötigte Zahlungsmittel nicht oder nur zu einem erhöhten Preis beschaffen zu können (Liquiditätsrisiko i. e. S. oder Refinanzierungsrisiko).
- Bei Kreditinstituten auch das Gegenparteiausfallrisiko, das in der Gefahr des Ausfalls der Gegenpartei eines Geschäfts vor der abschließenden Abwicklung der mit diesem Geschäft verbundenen Zahlungen besteht (Art. 2 Nr. 11 Verordnung über OTC-Derivate, zentrale Gegenparteien und Transaktionsregister).[3]

Diese Arten des Finanzrisikos können auch in direkte und indirekte Finanzrisiken aufgeteilt werden. Das Marktrisiko, die Risiken aus Derivaten, Wertpapieren und Devisen gehören zu den direkten Finanzrisiken. Indirekte Finanzrisiken erfassen das Ausfall-, Liquiditäts- und Kreditrisiko.
Je nachdem, ob die in einem Portfolio (Fondsvermögen, Kreditportfolio, Sicherungsvermögen, Sondervermögen, Wertpapierdepot) vorhandenen Finanzprodukte und Finanzinstrumente von exogenen (marktbedingten) oder endogenen (emittentenbedingten) Finanzrisiken betroffen werden, unterscheidet man:
| Art                     | Merkmale                                                                                        | Risikomaß   | Risikodiversifizierung | Risikoprämie |
| ----------------------- | ----------------------------------------------------------------------------------------------- | ----------- | ---------------------- | ------------ |
| systematisches Risiko   | Gesetzesänderungen, Konjunktur, Änderung der Marktdaten, Marktentwicklung, Naturkatastrophen    | Betafaktor  | Nein                   | Ja           |
| unsystematisches Risiko | Unternehmensdaten wie Geschäftsrisiko, Kreditwürdigkeit, Rating, Reputation, Unternehmenskrisen | Alphafaktor | Ja                     | Nein         |

Systematisches Risiko
Auf das Portfolio wirken sich exogene Faktoren aus wie Gesetzesänderungen, Änderungen der Marktdaten oder Naturkatastrophen. Diesem Risiko sind alle Finanzprodukte/Finanzinstrumente ausgesetzt.
Unsystematisches Risiko
Auf ein bestimmtes Finanzprodukt oder Finanzinstrument wirkt sich nur das von dessen Emittent oder Kreditnehmer verursachte Emittentenrisiko/Kreditrisiko aus. Andere Finanzprodukte/Finanzinstrumente sind nicht betroffen.

Das systematische Risiko kann durch Sicherungsgeschäfte (wie etwa dem Credit Default Swap gegen Kreditrisiken) gemindert oder beseitigt werden, dagegen kann dem unsystematischen Risiko durch Risikodiversifizierung begegnet werden.

## Erfolgsrisiko
Marktpreisrisiko, Adressausfallrisiko und Liquiditätsrisiko zählen zu den Erfolgs- oder Ertragsrisiken, da sie sich negativ auf den Gewinn eines Unternehmens oder gar verlusterhöhend auswirken, wenn sie eintreten. Das Refinanzierungsrisiko kann sich auch als Ertragsrisiko auswirken, wenn die Kosten für die Beschaffung von Liquidität für ein Unternehmen steigen. Meist wird jedoch auf die Gefahr der Zahlungsunfähigkeit abgehoben, und das Refinanzierungsrisiko wird dann nicht zu den Ertragsrisiken gezählt.